# 幌馬車は西へ
『幌馬車は西へ (続・西部劇映画主題歌集)』(More Western Movie Hit Songs) は、ジミー時田とマウンテン・プレイボーイズのアルバム。
前作『駅馬車からバファロー大隊まで (西部劇映画主題歌集)』と対をなす、ウェスタン主題歌集である。

## 収録曲
Side 1
1. ローハイド - Rawhide (テレビ映画『ローハイド』主題歌)
2. ライフルと愛馬 - My Rifle, My Pony and Me (映画『赤い河』主題歌)
3. 遥かなるアラモ - Green Leaves of Summer (映画『アラモ』主題歌)
4. ボタンとリボン - Buttons and Bows (映画『腰抜け二挺拳銃』主題歌)
5. ケンタッキー人の歌 - The Kentuckian Song (映画『ケンタッキー人』主題歌)

Side 2
1. 誇り高き男 - The Proud One (映画『誇り高き男』主題歌)
2. 黄色いリボン - She Wore a Yellow Ribbon (映画『黄色いリボン』主題歌)
3. 捜索者 - The Searchers Ride Away (映画『捜索者』主題歌)
4. アラスカ魂 - North to Alaska (映画『アラスカ魂』主題歌)
5. シャイアン - Cheyenne (ドラマ『シャイアン』主題歌)

## パーソネル
ジミー時田とマウンテン・プレイボーイズ
- ジミー時田 (ヴォーカル、ギター)
- 碇矢長一 (ベース)
- 藤井三雄 (スティール・ギター)
- 寺内タケシ (エレクトリック・ギター)
- 吉田一男 (マンドリン)
- 宮城久弥 (フィドル)

## 備考
- 『西部劇主題歌のすべて』(1962年発売)は、前作『駅馬車からバファロー大隊まで (西部劇映画主題歌集)』と本作のコンピレーション盤。
- 『これが西部劇主題歌である(その2)』(1971年発売)は、本作の再発盤。